# Векторное исчисление
Ве́кторное исчисле́ние (англ. Vector calculus) — раздел математики, в котором изучаются свойства операций над векторами.
Векторное исчисление, как и любое другое исчисление, использует определённые операции над векторами, такие, как сложение, умножение, дифференцирование. Операции определены так, чтобы их легко можно было интерпретировать в математике, механике и физике.
Например, в физике постоянно встречается правило параллелограмма: параллелограмм сил, скоростей и так далее. Именно этому правилу и отвечает операция сложения векторов.
Поэтому, с одной стороны, использование векторного исчисления при изучении соответствующих явлений упрощает исследование, а с другой стороны, исследование получается более наглядным и естественным без дополнительного введения посторонних элементов, таких как координаты.

## Подразделения векторного исчисления
В связи с разнообразием особенностей векторов, зависящих от пространства, в котором они исследуются, векторное исчисление подразделяется на:
- векторную алгебру;
- векторный анализ.

Векторная алгебра изучает:
- линейные операции (сложение векторов и умножение вектора на число);
- различные произведения векторов (скалярное, псевдоскалярное, векторное, смешанное, двойное векторное).

Векторный анализ изучают векторы как функции от одного или нескольких скалярных аргументов.
Расширением векторного исчисления является тензорное исчисление, изучающее тензоры и тензорные поля. Тензорное исчисление в свою очередь разделяется на:
- тензорную алгебру (входящую в качестве основной части в полилинейную алгебру);
- тензорный анализ, изучающий дифференциальные операторы на алгебре тензорных полей.

Тензорное исчисление является составной частью дифференциальной геометрии, используемой, в том числе, в современной теоретической физике.
Дальнейшее развитие математики в этом направлении привело к появлению следующих разделов, тесно взаимодействующих с современной физикой:
- функциональный анализ;
- теория представление непрерывных групп;
- исчисление геометрических объектов.

## Возникновение и развитие
Векторное исчисление появилось в результате востребованности механикой и физикой. До XIX века вектор задавали только с помощью координат, операции над векторами были вычислениями координат. Только в середине XIX века было создано векторное исчисление, которое позволило оперировать непосредственно векторами, без привлечения каких-либо координат.
Основы векторного исчисления заложены в середине XIX века двумя учёными:
- одним из лучших математиков того времени, механиком-теоретиком и физиком-теоретиком ирландцем сэром Гамильтоном;
- немецким геометром, физиком и филологом Грассманом в трудах по гиперкомплексным числам.

Эти два математика независимо друг от друга различными способами открыли векторные операции. Но в то время еще не было физических теорий, существенно использующих векторное исчисление.
Катализатором интенсивного развития и распространения векторного исчисления явилось создание шотландским физиком Максвеллом теории электромагнитного поля в «Трактате об электричестве и магнетизме» (1873), где решающее значение имели понятия векторного исчисления. Все современные учебные курсы теоретической механики, газо-, гидро- и электродинамики, аналитической и дифференциальной геометрии и так далее основаны на векторном исчислении.
Современный вид векторного исчисления возник в трудах американского физика, физикохимика, математика и механика Гиббса.
Русские учёные существенно развили векторное исчисление. Признанный лидер математиков Российской империи в 1830—1860-е годы Остроградский доказал основную теорему векторного исчисления. Русский и советский математик и механик Котельников, развивая своё винтовое исчисление, внес важный вклад в механику и геометрию. Советские математики и механики Зейлигер и Широков продолжили эти исследования. Русский математик и механик Сомов написал книгу «Векторный анализ» (1907), оказавшую сильное влияние на развитие векторного исчисления.
Такое широкое использование векторного исчисления можно объяснить его свойствами:
- векторная терминология правильно отражает многие понятия и закономерности как геометрии, так и физики;
- векторное исчисление обеспечивает единство аналитического и геометрического подходов, в итоге векторные формулы и вычисления сжаты, наглядны и ясны;
- векторные формулы, отражающие физические закономерности, не зависят от выбора координат, другими словами, инвариантны, а также отражают суть явлений в "чистом виде".

Потребности физики привела к созданию в начале XX века усилиями многих учёных тензорное исчисление, обобщающее теорию векторов. В дальнейшем результате объединения понятий алгебры, анализа и геометрии появились новые отрасли математики: функциональный анализ, теория представление непрерывных групп, исчисление геометрических объектов и так далее. Эти новые направления математики, организующие принципы векторного исчисления, переплелись с понятиями современной физики.

## Разделы векторного исчисления

### Векторная алгебра
В данном разделе векторного исчисления изучаются свойства линейных операций с векторами: сложение, умножение векторов на число, различные произведения векторов — скалярное, псевдоскалярное, векторное, смешанное, двойное векторное и т. д.. В приложении к аналитической геометрии исследуются геометрические свойства векторов и их совокупности. В частности, коллинеарность, компланарность векторов, свойства векторного базиса. В аналитической и теоретической механике на базе законов векторной алгебры исследуются движение и взаимодействие материальных тел
Расширением векторной алгебры является тензорная алгебра, в которой исследуются алгебраические операции над тензорами.

### Векторный анализ
Раздел векторного исчисления, в котором исследуются статические, стационарные и динамические векторные и скалярные поля. Векторный анализ оперирует с понятиями поток вектора, циркуляция вектора,. Оперируя данными понятиями, исследуются взаимоотношения определяющих поля скаляров и векторов и доказываются базовые теоремы векторного анализа:
- Градиент
- Теорема о дивергенции вектора;
- Теорема о циркуляции вектора;
- Уравнение Лапласа;
- Уравнение Пуассона;
- Теорема разложения Гельмгольца;
- Теорема Умова[19].

Расширением векторного анализа является тензорный анализ, изучающий дифференциальные операторы, действующие на алгебре {\displaystyle D\left(M\right)}. Рассматриваются и более общие операторы: тензорные плотности, дифференциальные формы со значениями в векторном расслоении.
Методы, основанные на векторном представлении функций, нашли широкое применение в теории линейных интегральных уравнений, в теории обработки сигналов, в теории обыкновенных дифференциальных уравнений, алгебраической геометрии и т. д.